# Кузнецов Едуард Іванович (секретар обкому)
Едуард Іванович Кузнєцов (нар. 6 квітня 1945, місто Рогачов, тепер Гомельської області, Білорусь) — український діяч, секретар Чернівецького обкому КПУ, заступник генерального директора Національного космічного агентства України.

## Життєпис
У 1963 році закінчив Снятинську середню школу в Івано-Франківській області.
У вересні 1963 — листопаді 1964 року — студент Чернівецького державного університету.
З листопада 1964 по листопад 1967 року служив у Радянській армії.
У листопаді 1967 — липні 1971 року — студент Чернівецького державного університету.
Член КПРС з 1968 року.
У липні 1971 році закінчив Чернівецький державний університет, оптичні прилади і спектроскопія, інженер, фізик-оптик.
З серпня по листопад 1971 року працював інженером-конструктором Івано-Франківської конструкторсько-технологічної філії ЦОКТБ Державного науково-дослідного технічного інституту в Івано-Франківську.
У листопаді 1971 — грудні 1972 року — завідувач організаційного відділу (відділу комсомольських організацій) Першотравневого районного комітету ЛКСМУ міста Чернівців.
З грудня 1972 року — секретар та завідувач відділу учнівської молоді та піонерів Чернівецького міського комітету ЛКСМУ. До 1980 року — 2-й секретар Чернівецького міського комітету ЛКСМУ.
У 1980 — грудні 1987 року — інструктор, завідувач відділу пропаганди і агітації Чернівецького міського комітету КПУ.
У грудні 1987 — січні 1990 року — інструктор відділу пропаганди і агітації (ідеологічного відділу) ЦК КПУ в Києві.
12 січня 1990 — серпні 1991 року — секретар Чернівецького обласного комітету КПУ з питань ідеології.
У грудні 1991 — серпні 1992 року — директор асоціації «Паросток» у місті Києві.
У вересні 1992 — липні 1995 року — головний спеціаліст, помічник генерального директора, керуючий справами, начальник управління справами Національного космічного агентства України в Києві.
У липні 1995 — квітні 2010 року — заступник генерального директора Національного космічного агентства України. Одночасно, з 2002 року — 1-й віцепрезидент Аерокосмічного товариства України.
У квітні — жовтні 2010 року — радник голови Державного космічного агентства України. У листопаді 2010 — 2020 року — радник голови Державного космічного агентства України на громадських засадах. З травня 2019 року — голова Громадської ради Державного космічного агентства України.

## Нагороди
- орден «За заслуги» ІІІ ступеня (2005)
- Заслужений працівник промисловості України (1998)
- «Почесний працівник космічної галузі України» (2001)
- «Ветеран космічної галузі України» (2005)
- Державна премія України в галузі науки і техніки (1999)
- офіцер ордена Франції «За заслуги» (2010)
- «Почесний громадянин міста Чернівці» (2012)
- Почесний доктор Honoris causa Чернівецького національного університету імені Юрія Федьковича (2022)